# Greenidea maculata
Greenidea maculata är en insektsart. Greenidea maculata ingår i släktet Greenidea och familjen långrörsbladlöss. Inga underarter finns listade i Catalogue of Life.